# تي إس سبيفيت الصغير والخارق للعادة
تي إس سبيفيت الصغير والخارق للعادة (بالإنجليزية: The Young and Prodigious T.S. Spivet)‏ هو فيلم مغامرة ودراما كندي فرنسي صدر سنة 2013. الفيلم من إخراج جون بيير جونيه، ومن بطولة هيلينا بونهام كارتر وجودي ديفيس والطفل كايل كاتليت. الفيلم مأخوذ عن رواية أعمال مختارة عن تي إس سبيفيت للكاتب الأمريكي ريف لارسين.

## القصة

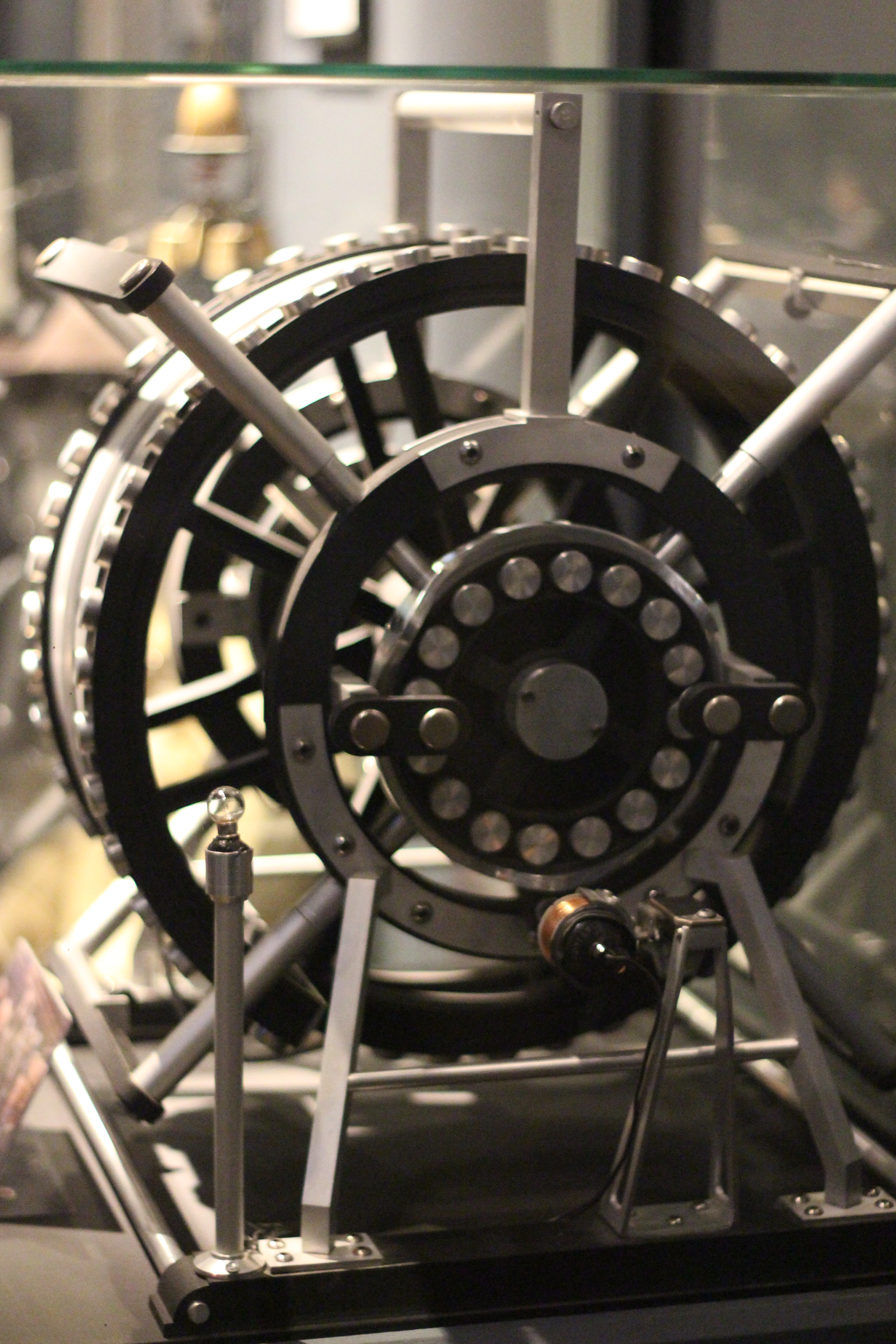
شريط فيلم تي إس سبيفيت الصغير والخارق للعادة، من إخراج جان بيير جونيه.

عائلة الطفل تي إس سبيفيت (كايل كاتليت) والذي يبلغ 10 سنوات تتكون من الأم والأب وأخت أكبر منه عمراً وأخ أصغر منه. تعيش العائلة في بيت ريفي بعيد عن المدن ويغلب عليها الطابع الريفي، يكون الأب مولع بجميع حركات رعاة البقر والأم مولعة بدراسة علم الحشرات وجمعها، أما الأخ الأصغر فهو مولع بالصيد الذي دربه عليه والده وهو المحبوب لدى الأب. أما تي إس فهو الابن العبقري والتي تدور قصة الفيلم حوله فهو طفل عبقري مولع بالفيزياء والرياضيات بشكل يفوق القدرات الطبيعية، يكتشف أبحاثاً عن الآلة الأبدية ويقدمها لمؤسسة سميثسونيان، ويتفاجئ في أحد الأيام باتصال من المؤسسة تعلمه بأنه فاز بجائزة بيرد لهذه السنة فيدعي بأن المخترع هو والده الأخرس وهو يتكلم بالنيابة عنه، ورغم ذلك رفض الذهاب لاستلام الجائزة، لكن حادثة مقتل أخاه الصغير بظروف غامضة نتيجة اللهو بالسلاح غيرت رأيه وقرر الذهاب شرقاً نحو واشنطن.
يجهز تي إس حقيبته ويقرر السفر من ولاية مونتانا في الغرب إلى العاصمة واشنطن في أقصى الشرق بواسطة قطار الشحن الذي يمر من منطقتهم. يمر تي إس بمغامرات مختلفة برحلته حيثُ الأشخاص الذين يحاولون الإيقاع به والأشخاص الذين يساعدوه لإكمال رحلته من بينهم سائق شاحنة ساعده للوصول لوجهته، لكن أثناء هروبه من أحد رجال الشرطة تعرض لكدمات في قفصه الصدري. لكن ذلك لم يمنعه من الوصول للمؤسسة وتقديم كلمته مع صدمة لجميع الحاضرين، وكان خلال الكلمة التي ألقاها قد تكلم عن أخاه وطريقه مقتله وكيف تغيرت حياة العائلة بسبب الحادثة، كانت تلك الكلمة طريق إس تي للشهرة حيث استغلته مديرة المؤسسة لتقديمه للتلفزيون وعرضه كوسيلة شهرة. لكن الأم والأب لم يسمحا للأمور بالخروج عن حدها فقامت الأم خلال إحدى البرامج بأخذ الطفل وإعادته للمنزل، كما رزقت العائلة بمولود جديد عوضهم خسارتهم الأولى.

## الميزانية والإيرادات
حقق إيرادات تقدر بـ 9.5 مليون دولار.

## وصلات خارجية
- تي إس سبيفيت الصغير والخارق للعادة على موقع IMDb (الإنجليزية)
- تي إس سبيفيت الصغير والخارق للعادة على موقع ميتاكريتيك (الإنجليزية)
- تي إس سبيفيت الصغير والخارق للعادة على موقع روتن توميتوز (الإنجليزية)
- تي إس سبيفيت الصغير والخارق للعادة على موقع قاعدة بيانات الأفلام العربية
- تي إس سبيفيت الصغير والخارق للعادة على موقع ألو سيني (الفرنسية)
- تي إس سبيفيت الصغير والخارق للعادة على موقع Turner Classic Movies (الإنجليزية)
- تي إس سبيفيت الصغير والخارق للعادة على موقع أول موفي (الإنجليزية)
- تي إس سبيفيت الصغير والخارق للعادة على موقع بوكس أوفيس موجو (الإنجليزية)
- تي إس سبيفيت الصغير والخارق للعادة على موقع فيلمافينيتي (الإسبانية)
- تي إس سبيفيت الصغير والخارق للعادة على موقع قاعدة بيانات الأفلام السويدية (السويدية)